# 植村駅
植村駅（うえむらえき）は、鹿児島県霧島市横川町中ノにある、九州旅客鉄道（JR九州）肥薩線の駅である。

## 歴史
1950年代前半（昭和20年代後半）、鉄道輸送が蒸気機関車から気動車へ転換するのに伴い無人駅を設置する手続きが容易になった。このため1955年（昭和30年）頃から地元住民の間で新駅の設置運動が始まり、1956年（昭和31年）3月には横川町で新駅の建設委員会が設立された。同年11月には国鉄から新駅を設置するとの回答が得られたものの、178.6平方メートルの建設用地、48万円の建設費用、および周辺の道路整備などは全て地元負担との条件が提示された。これに対して用地は地元集落が提供、建設費用は横川町が負担することで話がまとまり新駅の建設が始まった。工事には多くの地元住民が参加した。待合所の建物も立木の伐採から製材、建築まで地元住民の手で行われた。
新しい駅は植村駅と名付けられ1957年（昭和32年）7月5日に営業を開始したが、当初は気動車しか停車することができず蒸気機関車が牽引する客車は通過していた。全ての列車が停車するためには5両の客車が収まるようにホームを延長する必要があったが、牧園駅（現在の霧島温泉駅）側に踏切があり、大隅横川駅側も勾配が控えていたため延長は困難であった。窮余の策として5両の客車のうち先頭前方のドアと最後尾後方のドアがホームにかからない状態を認めさせ、1965年（昭和40年）10月1日から客車も停車するようになった。

### 年表
- 1957年（昭和32年）7月5日：開業[2][4]。気動車の旅客のみを取り扱う駅員無配置駅[5]。
- 1987年（昭和62年）4月1日：国鉄分割民営化により九州旅客鉄道に継承[6]。

## 駅構造

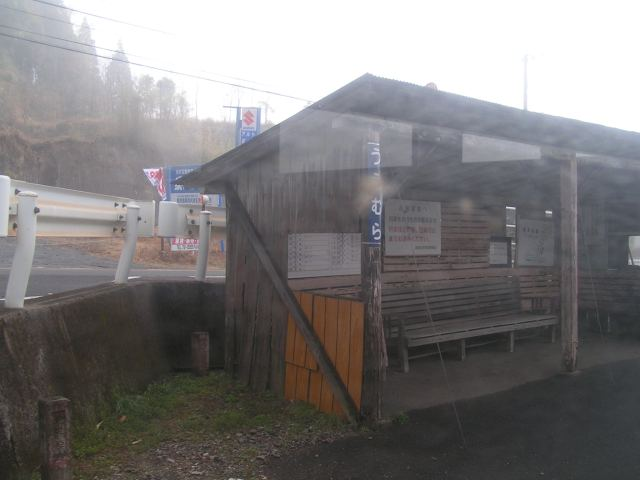
待合室の一部（2005年当時）

単式ホーム1面1線を有する地上駅。無人駅で駅舎はなく、小さな待合所が存在する。

## 利用状況
- 2016年度の1日平均乗車人員は5人である。

| 年度 | 1日平均 乗車人員 | 1日平均 乗降人員 |
| ---- | ---------------- | ---------------- |
| 2000 | 28               |                  |
| 2001 | 23               |                  |
| 2002 | 18               |                  |
| 2003 | 18               |                  |
| 2005 | 7                |                  |
| 2006 | 6                |                  |
| 2007 | 5                | 9                |
| 2008 | 4                | 8                |
| 2009 | 5                | 10               |
| 2010 | 3                | 7                |
| 2011 | 1                | 4                |
| 2012 | 2                | 5                |
| 2013 | 3                | 8                |
| 2014 | 4                | 8                |
| 2015 | 6                | 13               |
| 2016 | 5                | 11               |

## 駅周辺

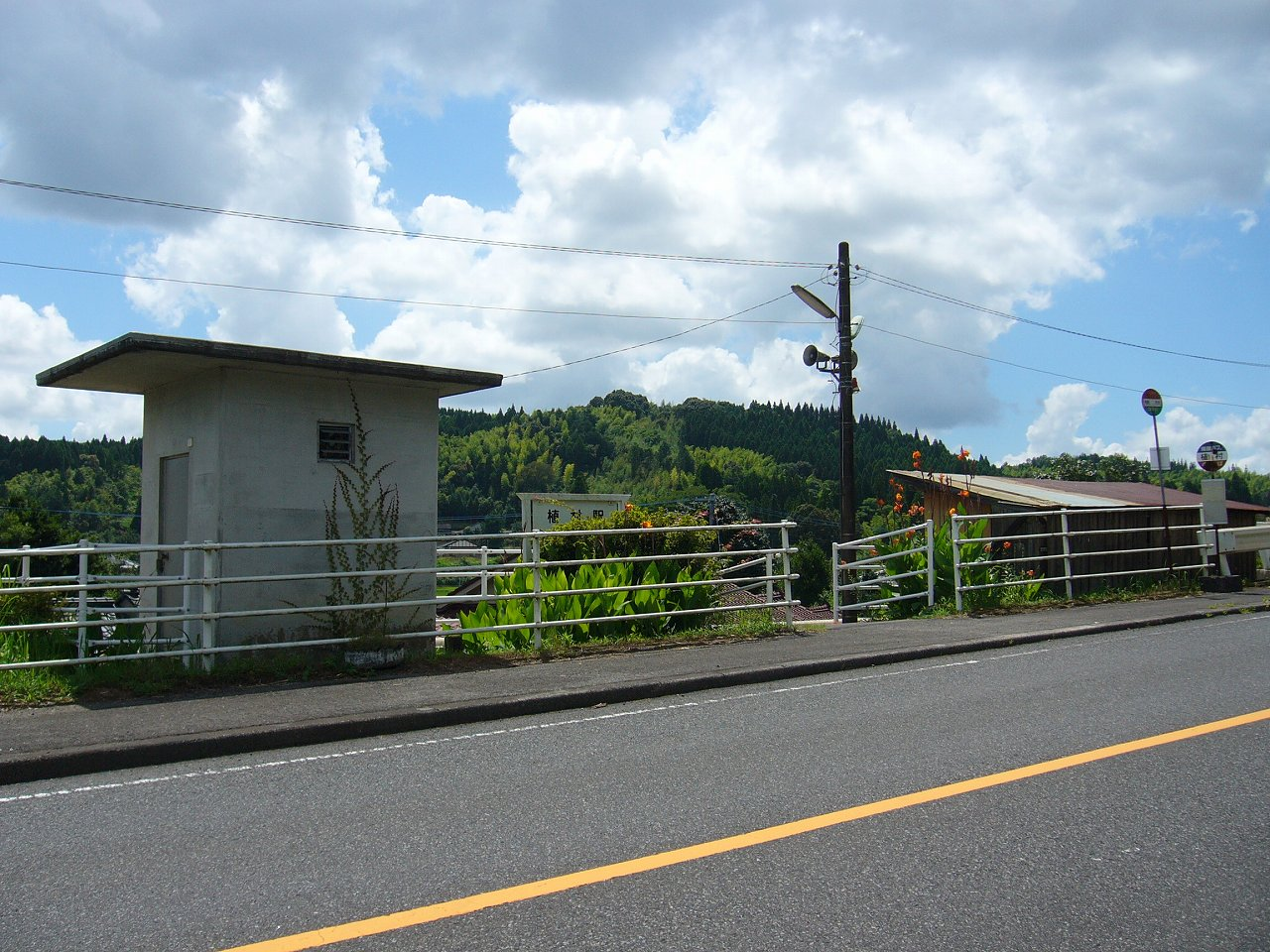
鹿児島県道50号線からの駅入口（2008年7月）

まとまった住宅地は無く、日中でも閑散としている。
- 鹿児島県道50号牧園薩摩線
- 天降川
- 万膳川
- 万膳橋
- 横川温泉

## 隣の駅
九州旅客鉄道（JR九州）
■肥薩線
大隅横川駅 - 植村駅 - 霧島温泉駅